# Чеське астрономічне товариство
Чеське астрономічне товариство (чеськ.Česká astronomická společnost, абревіатура ČAS) — заснована 8 грудня 1917 року в м. Прага добровільна асоціація експертів, вчених та любителів астрономії. Її діяльність охоплює здебільшого ті сфери астрономії, у розвиток яких можуть зробити свій внесок навіть астрономи-аматори. Сучасна кількість членів — близько 600 осіб, діють регіональні осередки й тематичні секції, типу Секції змінних зірок та екзопланет чи Спілка з питань міжпланетного середовища. Колективними членами ČAS є обсерваторії, наукові інститути та інші установи. Унікальність Чеського астрономічного товариства є в тому, що воно — єдине з астрономічних товариств Європи, яке об'єднує як професіоналів, так і любителів астрономії.
Найвищим органом товариства є З'їзд, який відбувається раз на 4 роки. Між з'їздами товариством керує виконавчий комітет у складі десяти членів. Головою ČAS є Петр Гейнзел. З 1995 року офіційним інтернет-ресурсом ČAS є Astro.cz.

## Історія створення

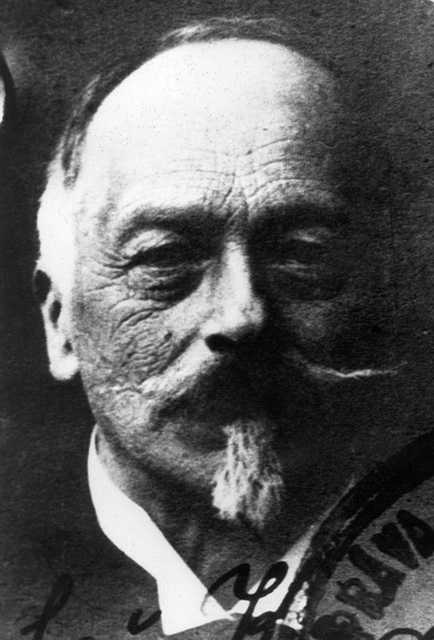
Барон Артур Краус (1854—1930), завдяки патронату якого у 1917 р. було засновано Чеське астрономічне товариство

### Заснування
Заснуванню Чеського астрономічного товариства передувало листування у 1914—1915 роках барона Артура Крауса, який у 1912 р. відкрив у м. Пардубиці першу в Богемії народну обсерваторію, з колегами-астрономами з Праги, серед яких були і розробники установчих документів майбутнього товариства — Франтішек Нушл, Ярослав Штих, Йозеф Клепешта, Віктор Полак, Карел Андєл, які докладали зусиль для заснування Чеського астрономічного товариства та побудови в Празі подібної обсерваторії.
Тоді цьому перешкоджала співпраця частини членів Празького астрономічного гуртка з Маффією — організацією внутрішнього спротиву австро-угорській владі, що діяла в Чехії в часи першої світової війни. Поліція пильно стежила за діяльністю цієї організації, яка була створена після від'їзду в 1914 році за кордон майбутнього першого чеського президента Т. Г. Масарика з метою підтримки його політичної діяльності. Завдяки родинним зв'язкам барона Крауса — він був племінником Альфреда Крауса, одного з намісників австро-угорського уряду в Чехії — 21 вересня 1917 року було досягнуто затвердження установчих документів Чеського астрономічного товариства указом тодішнього намісницького уряду Австро-угорської імперії в Празі.
Після утворення Першої Чехословацької Республіки розпочались роботи з будівництва на Петржині обсерваторії, що була введена в експлуатацію у 1928 р. та відкрита для громадськості у 1929 році.
Після закриття чеських університетів у 1939 р. в обсерваторії проводились професійні лекції, які частково замінили університетські. Завдяки цьому незабаром після визволення в 1945 році повноцінна діяльність Чеського астрономічного товариства була швидко відновлена.

### Керівники
Перші керівники товариства, Ярослав Зденєк (1917—1919) та Казімір Покорни (1919—1922) були астрономами-любителями. Після цього до керівництва товариством обирались переважно професійні науковці та астрономи-дослідники:
- Франтішек Нушл (1922—1948)
- Вацлав Ярош (1948—1959)
- Богуміл Штернберк (1959—1976)
- Любош Перек (1989—1992)

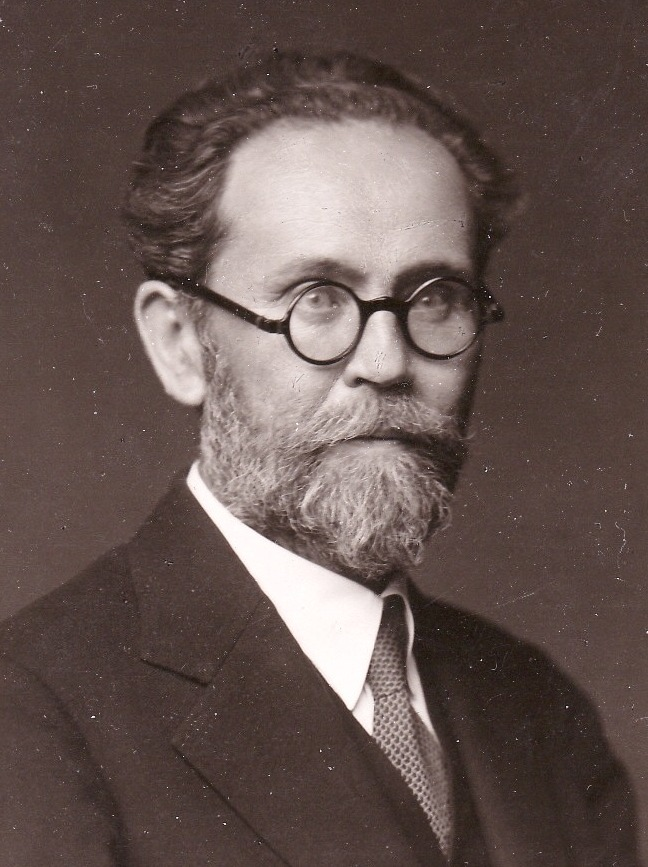
Франтішек Нушл (1867—1951), третій голова Чеського астрономічного товариства (1922—1948), який найдовше був у цій функції

- Їржі Григар (1992—1998), має статус Почесного Голови
- Їржі Боровічка (1998—2001)
- Петр Правец (2001—2002)
- Штєпан Іван Коварж (2002—2004)
- Ева Маркова (2004—2010)
- Ян Вондрак (2010—2017)
- Петр Гейнзел (2017-

## Діяльність
Метою товариства є підтримка пов'язаної з астрономією діяльності її членів, розвиток астрономії в Чехії, посилення зв'язків між науковцями та астрономами-аматорами, популяризація космічних досліджень та їх результатів. Здійснює низку проєктів на регулярній основі, зокрема щорічна Олімпіада з астрономії, яка розрахована на учнів початкових та середніх шкіл та з 2006 року включена до переліку шкільних олімпіад Міністерства освіти, молоді та фізичного виховання ЧР, переможці цієї Олімпіади представляють Чехію на міжнародних олімпіадах з астрономії. Регулярним є і цикл зустрічей астрономів-любителів «Гранична зоряна величина» (чеськ. Mezní Hvězdná Velikost), що відбувається двічі на рік та включає фахові лекції, нічні спостереження за зоряним небом за допомогою астрономічних приладів, астро-фотографування. ČAS бере участь і в спільних європейських проєктах, зокрема «Ніч науковців», яка з 2005 року щорічно відбувається з ініціативи Європейської Комісії.
Товариство є членом Ради наукових товариств при Академії наук Чеської Республіки, колективним членом Європейського астрономічного товариства. З 1963 року має власне інформаційне періодичне друковане видання Космічні горизонти (чеськ. Kosmické rozhledy), яке розповсюджується серед членів товариства на безоплатній основі.
Фінансування діяльності товариства відбувається за рахунок членських та благодійних внесків.

### Структура
Крім З'їзду та Виконавчого комітету в структурі Чеського астрономічного товариства діють регіональні осередки у містах Прага, Теплиці, Брно, Чеське Будейовіце, Яблонець над Нисою, Острава, Упіце, Їглава, Пльзень та Хомутов й загальнонаціональні тематичні секції:
- Подорож небом для любителів (під сучасною назвою — з 1988 р.), http://www.astronomie.cz/: [Архівовано 24 квітня 2021 у Wayback Machine.] була заснована у 1986 р. в м. Брно, де проживали більшість її тодішніх членів, як ініціатива зі створення каталогу з описом небесних тіл, видимих з території колишньої Чехословаччини. Станом на 1990 рік каталог містив інформацію про 680 об'єктів, що знаходяться за межами Сонячної системи, а також замітки про спостереження 800 візуальних подвійних зірок. До структури Чеського астрономічного товариства секція увійшла в 2012 році з розташуванням в м.Ондржейов[7].
- Секція астронавтики (космонавтики), http://kosmonautika.astro.cz/ [Архівовано 2 лютого 2020 у Wayback Machine.]: для зацікавлених практичною космонавтикою та астрономією. Діяльність спрямована на популяризацію космонавтики серед громадськості, для чого з 2001 року щорічно проводить міжнародні конференції Kosmos-News Party, готує цикли лекцій, випускає радіо-передачі та відеоматеріали. Активну участь у роботі цієї секції бере перший європейський космонавт, громадянин Чехії Владімір Ремек. Розташована в м.Пардубиці.
- Секція космології, https://users.math.cas.cz/~krizek/cosmol/index.html [Архівовано 28 лютого 2021 у Wayback Machine.]: заснована у 1988 р. у складі Секції зірок ČAS, в окрему секцію виділилась у 1993 р. і опікується теорією космосу, фізикою космосу. Основний напрям роботи — академічні дослідження (у тому числі спільно з науковцями США, Німеччини, Швейцарії, Росії та Словаччини) та фахові лекції за напрямом діяльності. Діє на базі Інституту математики Академії наук ЧР в Празі.
- Секція змінних зірок та екзопланет, http://var2.astro.cz/ [Архівовано 11 травня 2009 у Wayback Machine.]: заснована у 1924 р. для дослідження та спостереження за змінними зірками з території Чехії та Словаччини. Діяльність ведеться у рамках проєктів B.R.N.O. (дослідження затемнених подвійних зірок), MEDÚZA (дослідження фізичних змінних зірок, зокрема, пульсуючих змінних зірок) та TRESCA (дослідження транзиту екзопланет через материнську зірку, пошук ще невиявлених екзопланет). Секцією створена та ведеться всесвітня база даних ETD — Exoplanet Transit Database. Розташована у містечку Пец-под-Снєжкоу.
- Секція пристроїв та оптики, http://posec.astro.cz/ [Архівовано 23 квітня 2021 у Wayback Machine.]: створена у 2000 році для об'єднання тих, хто цікавляться астрономічним приладдям і телескопами. Консультує членів ČAS та усіх, кого це цікавить, щодо підходящого астрономічного приладдя та програмного забезпечення, публікує результати тестування астрономічних та інших. у тому числі комерційного використання, оптичних приладів. Розташована у м. Сезімово Усті.
- Секція Сонця, http://slunce.astro.cz/ [Архівовано 23 квітня 2021 у Wayback Machine.]: розпочала свою діяльність зі спостереження за Сонцем у 1920 році, здійснює як оптичне, так і радіо-спостереження за єдиною зіркою в нашій Сонячній системі, документує перебіг сонячних затемнень. Результати спостережень систематизуються та оприлюднюються у тому числі в перебігу публічних лекцій. Розташована в містечку Упіце, де з 1959 року діє своя обсерваторія.
- Спілка з питань міжпланетного середовища, https://kommet.cz/ [Архівовано 23 квітня 2021 у Wayback Machine.]: спостережна діяльність в рамках секції ведеться з 1955 року, предметами спостереження є зорепади, комети і метеорити, форма практичної діяльності — спостережні експедиції. Здійснюється низка міжнародних проєктів, зокрема, спілка робить регулярний внесок до міжнародної бази даних Міжнародної організації метеорів. Розташована в селищі Мукаржов, під Прагою.
- Секція затемнень та астрометрії, http://www.hvr.cz/zakrytova-a-astrometricka-sekce-cas/ [Архівовано 23 квітня 2021 у Wayback Machine.]:  опікується випадками затемнення зірок небесними тілами Сонячної системи, а також сонячні затемнення. З 2014 року має міжнародний код Центру малих планет. Має два постійних місця дислокації — Обсерваторія в Рокицанах [Архівовано 23 квітня 2021 у Wayback Machine.] та Плзеньська обсерваторія [Архівовано 23 квітня 2021 у Wayback Machine.], а також пересувний цифровий планетарій [Архівовано 23 квітня 2021 у Wayback Machine.], що вміщує до 30 осіб.

### Членство
Членство в Чеському астрономічному товаристві є індивідуальне (для фізичних осіб) та колективне (для організацій). Окремі секції ČAS мають серед своїх членів також і іноземців.
Колективними членами ČAS є здебільшого наукові інституції (зокрема, астрономічний підрозділ Академії наук ЧР чи обсерваторії). Станом на 2017 рік було нараховано 29 колективних членів ČAS, серед яких Астрономічне товариство «Міст», Астрономічне товариство Пардубіце та Обсерваторія ім. барона Артура Крауса, Астрономічне товариство в Градець-Кралове, Влашимське астрономічне товариство, Влашське астрономічне товариство, Астрономічне товариство Їглави, Злінське астрономічне товариство, Редакція журналу Astropis.
Почесними членами ČAS є громадяни Чехії та іноземних країн, які у різний спосіб здійснили значний внесок у розвиток чеської космонавтики та астрономії, зокрема, чеські астрономи Франтішек Лінк, Владімір Гутх, Любош Перек, Ладіслав Шмід, Зденєк Копал, астрофотографи Їндржих Земан, Йозеф Клепешта, юрист та астроном-аматор Карел Раушал, американський космонавт чеського походження Юджин Сернан та інші. 2017 року почесне членство ČAS отримав і вимишлений чеський геній Яра Цімрман.

### Премії та відзнаки
Механізмом популяризації та підтримки громадської зацікавленості щодо астрономії та космонавтики Чеське астрономічне товариство, крім лекцій та практичних занять, використовує премії та інші заохочення, якими нагороджуються особи, що зробили значний внесок у розвиток астрономії:
- Премію ім. Франтішка Нушла: присуджують з 1938 року тим, хто присвятив більшість свого життя пов'язаній з астрономією діяльності у науці, педагогіці тощо.
- Премію ім. Зденєка Копала: присуджують з 2007 року чеським астрономам, які досягли значних наукових результатів і опублікували їх у міжнародних фахових виданнях.
- Премія Littera astronomica: заснована у 2002 році за участі мережі книгарень Канцелсбергер та журналу Astropis для відзначення літературного внеску у популяризацію астрономії в Чехії. ВІдзначення відбувається щорічно в перебігу Осіннього книжного ярмарку в м. Гавлічкув Брод.
- Премія ім. Зденєка Квіза: заснована у 1994 році, її присуджують щодвароки з 1996 року як відзначення результатів діяльності астрономів за напрямами дослідження міжпланетного простору, змінних зірок, а також за відповідну просвітницьку діяльність.
- Премія ім. Їндржиха Земана: заснована у 2012 році для відзначення найвизначніших результатів в астрофотографії серед робіт, які були представлені для участі у щомісячному конкурсі Чеська астрофотографія.

Формами заохочення є також надання Почесного членства в товаристві, іменування власними іменами відкритих членами товариства небесних тіл, а також тематичні відзнаки з нагоди видатних подій з історії товариства та астрономії.
Крім цього, секції та підрозділи ČAS мають право засновувати і присуджувати власні премії та відзнаки.